# Tsing Yi
Tsing Yi (青衣S, QīngyīP) è un'isola della regione amministrativa speciale di Hong Kong, in Cina.
Dal punto di vista amministrativo l'isola fa parte del distretto di Kwai Tsing.